# BlackBerry OS
BlackBerry OS este un sistem propriu de operare mobil dezvoltat de BlackBerry Limited pentru linia BlackBerry de dispozitive mobile smartphone. Sistemul de operare oferă multitasking și acceptă dispozitive de intrare specializate care au fost adoptate de BlackBerry pentru utilizarea în dispozitivele sale portabile, în special trackwheel, trackball și, cel mai recent, trackpad-ul și touchscreen-ul.

## Versiuni
|  | Vechi |  | Curent |

| 1.0      | ianuarie 1999  | BlackBerry OS a debutat și a fost lansat pentru Pager BlackBerry 850. |
| 3.6      | martie 2002    | Apărut pe BlackBerry 5810 smartphone. |
| 5.0      | august 4, 2009 | A apărut pe BlackBerry Bold 9000 8520 apoi a apărut și pe celelalte telefoane BlackBerry puțin mai târziu. |
| 6.0      | Q3 2010        | În aprilie 2010, RIM a anunțat BlackBerry OS v6.0. Această versiune include WebKit browser. |
| 7.0      | Vara 2011      | A fost eliberat în august 2011, făcându-și apariția pe BlackBerry Bold (9900/9930), BlackBerry Torch (9810/9850/9860), și pe BlackBerry Curve (9350/9360/9370/9380).                                                                                                |
| 7.1      | 2012           | Versiunea aceasta încă este vândută de BlackBerry pe propriile telefone. Aceasta reprezintă o îmbunătățire la 8.0 adăugându-se câteva caracteristici noi: - Se poate crea WiFi hotspot - Convorbiri telefonice via WiFi - Se poate asculta radio FM (doar pe Curve) |
| Versiune | Data lansării  | Informații |